# Don Bradman
Donald George Bradman (Cootamundra, 27 de agosto de 1908-25 de febrero de 2001), apodado "The Don", fue un jugador internacional de críquet australiano, ampliamente reconocido como el mejor bateador de todos los tiempos. La carrera de Bradman tiene un promedio de bateo de 99,94 se ha citado como el mayor logro de cualquier deportista en cualquier deporte importante.
La historia de que el joven Bradman practicaba solo con un stump de wicket y una pelota de golf forma parte del folclore australiano. El meteórico ascenso de Bradman desde el cricket del bush hasta la selección de críquet de Australia  tardó poco más de dos años. Antes de cumplir los 22 años, había establecido muchos récords de puntuación, algunos de los cuales aún se mantienen, y se convirtió en el ídolo deportivo de Australia en plena Gran Depresión en Australia.
Durante una carrera de 20 años como jugador, Bradman anotó constantemente a un nivel que le hizo, en palabras del antiguo capitán de Australia Bill Woodfull, «valer tres bateadores para Australia». Un controvertido conjunto de tácticas, conocido como Bodyline, fue especialmente ideado por la selecciòn de Inglaterra para frenar su anotación. Como capitán y administrador, Bradman apostó por un críquet ofensivo y entretenido, atrayendo un número récord de espectadores. Sin embargo, odiaba la adulación constante, afectando en su forma de tratar a los demás. El hecho de que la atención se centrara en sus actuaciones individuales tensó las relaciones con algunos compañeros de equipo, administradores y periodistas, que lo consideraban distante y receloso. Tras un paréntesis forzoso debido a la Segunda Guerra Mundial, regresó de forma espectacular en 1948, capitaneando el conjunto australiano conocido como «Los Invencibles» en una gira invicta que batió el récord de visitante en Inglaterra.
Un hombre complejo y muy motivado, poco dado a las relaciones personales estrechas, Bradman mantuvo una posición preeminente en el juego actuando como administrador, seleccionador y escritor durante tres décadas después de su retirada. Incluso después de que se recluyera en sus últimos años, su opinión era muy solicitada, y su estatus como icono nacional seguía siendo reconocido. Casi 50 años después de su retirada como jugador de pruebas, en 1997, el primer ministro John Howard de Australia lo calificó como el «mayor australiano vivo». La imagen de Bradman ha aparecido en sellos de correos y monedas, y un museo, el Bradman Museum & International Cricket Hall of Fame dedicado a su vida se inauguró cuando aún vivía. En el centenario de su nacimiento, el 27 de agosto de 2008, la Real Casa de la Moneda de Australia emitió una moneda de oro conmemorativa de 5 dólares con la imagen de Bradman. En 2009, fue incluido a título póstumo en el ICC Cricket Hall of Fame.

## Primeros años

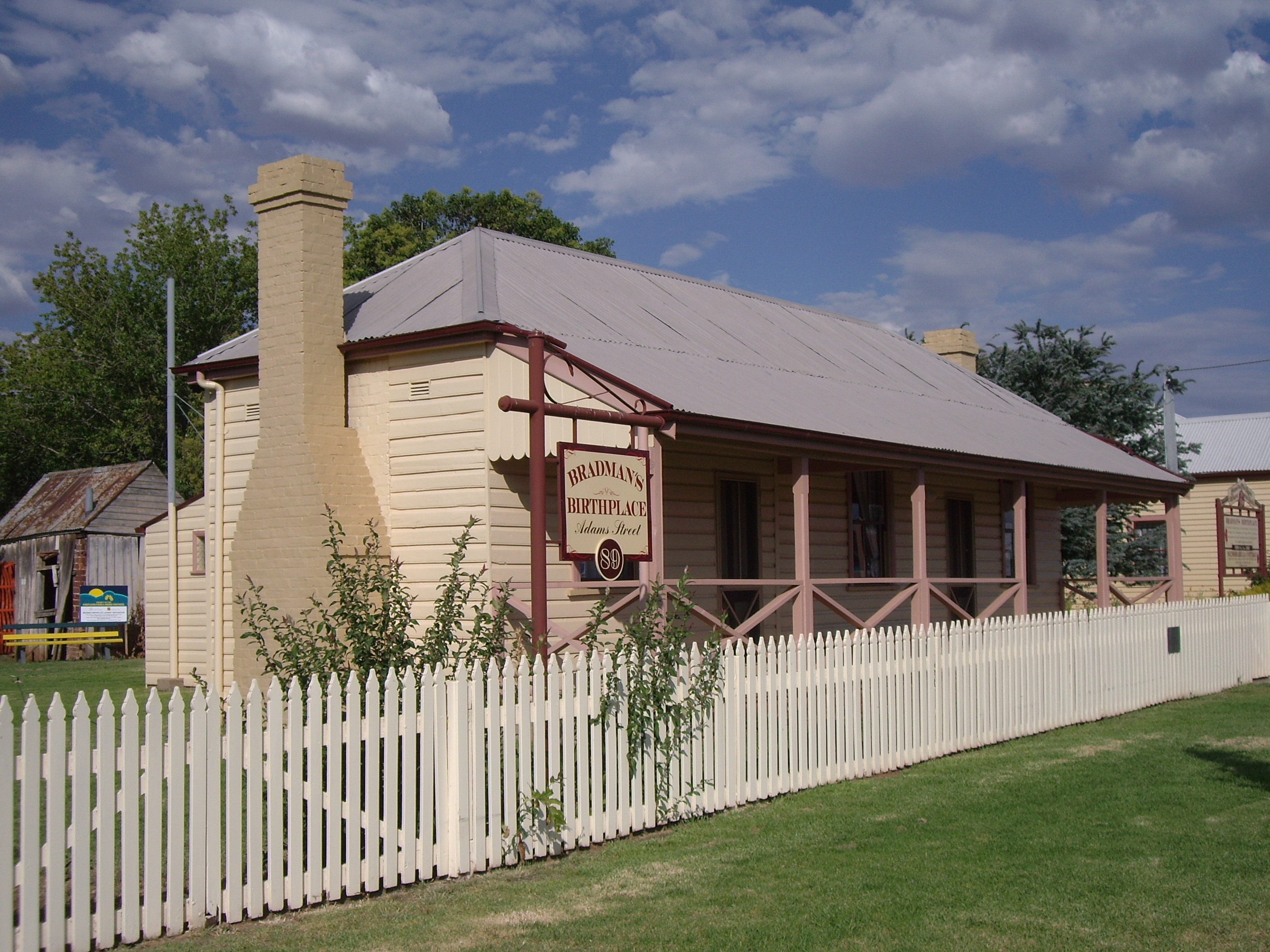
El lugar de nacimiento de Bradman en Cootamundra es ahora un museo

Donald George Bradman era el hijo menor de George y Emily (de soltera Whatman) Bradman, y nació el 27 de agosto de 1908 en Cootamundra, Nueva Gales del Sur. Tenía un hermano, Víctor, y tres hermanas, Islet, Lilian y Elizabeth May. Bradman era de herencia inglesa por ambas partes de su familia. Su abuelo Charles Andrew Bradman se fue de Withersfield, Suffolk, a Australia. Cuando Bradman jugó en Cambridge en el Equipo de cricket australiano en Inglaterra en 1930 como joven de 21 años en su primera gira por Inglaterra, aprovechó la oportunidad para rastrear a sus antepasados en la región. Además, uno de sus bisabuelos fue uno de los primeros italianos en emigrar a Australia en 1826. Los padres de Bradman vivían en la aldea de Yeo Yeo, cerca de Stockinbingal. Su madre, Emily, le dio a luz en la casa de Cootamundra de la abuela Scholz, una comadrona. Esa casa es ahora el Museo del Lugar de Nacimiento de Bradman. Emily era originaria de Mittagong en las Southern Highlands (Nueva Gales del Sur), y en 1911, cuando Don Bradman tenía unos dos años y medio, sus padres decidieron trasladarse a Bowral, cerca de Mittagong, para estar más cerca de la familia y los amigos de Emily, ya que la vida en Yeo Yeo estaba resultando difícil.

### Bradman jugador de cricket

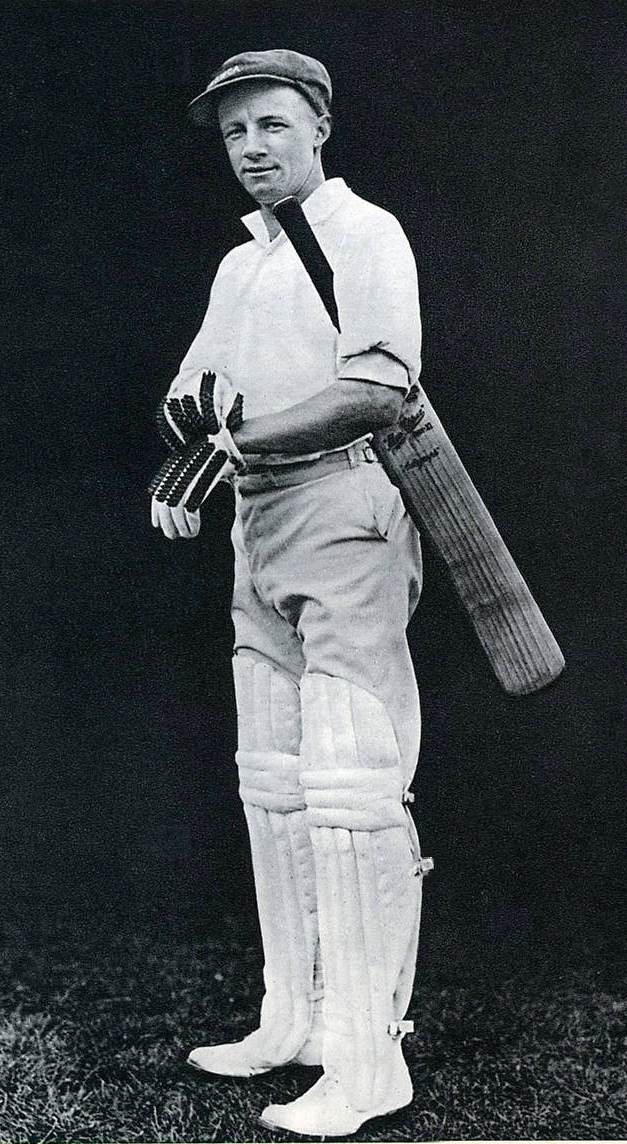
Bradman en 1928

Durante la temporada 1920-21, Bradman actuó como scorer para el equipo local de Bowral, capitaneado por su tío George Whatman. En octubre de 1920, sustituyó al equipo cuando le faltaba un hombre, anotando 37 no out y 29 en su debut. Durante la temporada, el padre de Bradman lo llevó al Sydney Cricket Ground (SCG) para ver al equipo de cricket inglés en Australia en 1920-21 en el test cricket. Ese día, Bradman se formó una ambición. «Nunca estaré satisfecho», le dijo a su padre, «hasta que juegue en este campo». Bradman dejó la escuela en 1922 y se puso a trabajar para un agente inmobiliario local que fomentaba sus actividades deportivas dándole tiempo libre cuando era necesario. Dejó el cricket en favor del tenis durante dos años, pero volvió a jugar al cricket en 1925-26.

### Debut en primera clase
La siguiente temporada continuó el rápido ascenso del "Chico de Bowral". Seleccionado para sustituir al no apto Archie Jackson en el equipo de cricket de Nueva Gales del Sur, Bradman hizo su debut en la primera categoría de cricket en el Adelaide Oval, con 19 años. Consiguió el logro de un centenar en su debut, con una entrada de 118 en la que destacó lo que pronto se convirtió en su marca: un juego de pies rápido, una confianza tranquila y una rápida anotación. En el último partido de la temporada, consiguió su primer siglo en el SCG, contra los campeones del Sheffield Shield Victorian Bushrangers. A pesar de su potencial, Bradman no fue elegido para el segundo equipo australiano que realizó una gira por Nueva Zelanda.

## Con la selección de Australia

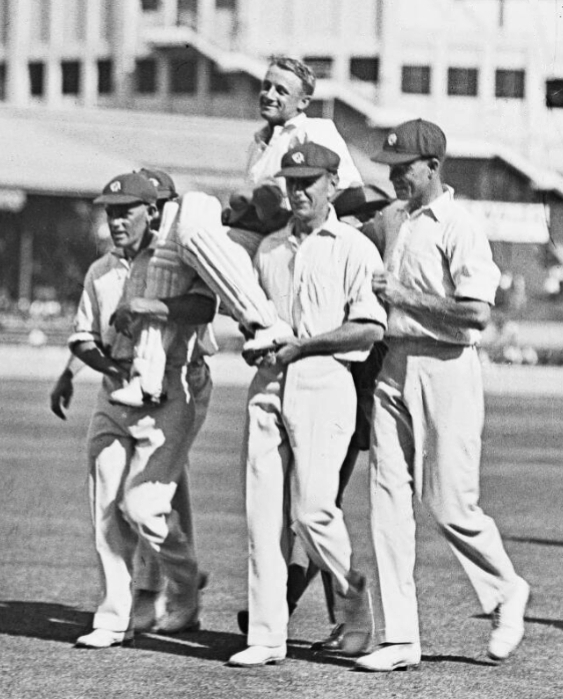
Bradman es sacado del terreno por sus oponentes después de anotar 452

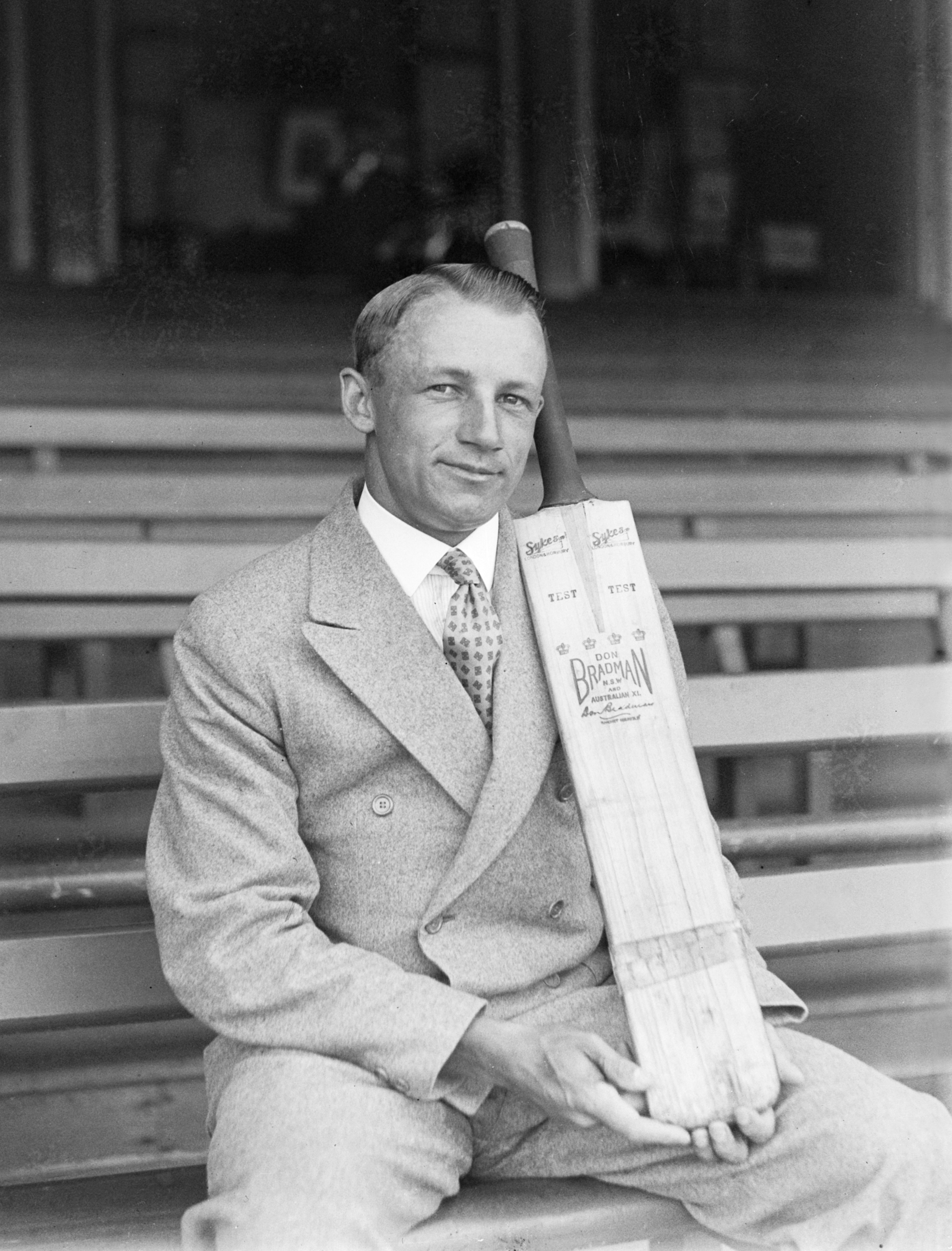
Bradman con su bate Wm. Sykes, a principios de la década de 1930. El bate "Don Bradman Autograph" sigue siendo fabricado hoy en día por la empresa sucesora de Sykes, Slazenger.

En su décimo partido de primera clase, Bradman, apodado "Braddles" por sus compañeros de equipo, encontró su primera prueba como una dura experiencia de aprendizaje. Atrapados en un wicket pegajoso, Australia fue eliminada por 66 en las segundas entradas y perdió por 675 carreras (todavía un récord de pruebas). Después de las puntuaciones de 18 y 1, los seleccionadores bajaron a Bradman a twelfth man para la segunda prueba. Una lesión de Bill Ponsford al principio del partido obligó a Bradman a jugar como sustituto mientras Inglaterra acumulaba 636 carreras, tras las 863 de la primera prueba. Richard Whitington escribió, «... solo había anotado diecinueve y estas experiencias parecen haberle dado que pensar». Llamado de nuevo para la Tercera Prueba en el Melbourne Cricket Ground, Bradman anotó 79 y 112 para convertirse en el jugador más joven en hacer un siglo en una prueba, aunque el partido se perdió igualmente. En la cuarta prueba se produjo otra derrota. Bradman alcanzó los 58 puntos en la segunda entrada y parecía que iba a guiar a su equipo hacia la victoria cuando fue expulsado. Fue la única expulsión de su carrera en las pruebas.

### Gira por Inglaterra en 1930
Inglaterra era favorita para ganar la serie de Ashes de 1930, y si los australianos querían superar las expectativas, sus jóvenes bateadores, Bradman y Jackson, debían prosperar. Con su elegante técnica de bateo, Jackson parecía la perspectiva más brillante de la pareja. Sin embargo, Bradman comenzó la gira con 236 en Worcester y llegó a marcar 1000 carreras en primera clase antes de finales de mayo, siendo el quinto jugador (y el primer australiano) en lograr esta rara hazaña. En su primera aparición en un test en Inglaterra, Bradman anotó 131 en la segunda entrada, pero Inglaterra ganó el partido. Su bateo alcanzó un nuevo nivel en la segunda prueba en Lord's Cricket Ground donde anotó 254 y Australia ganó e igualó la serie. Más tarde, Bradman calificó esta entrada como la mejor de su carrera, ya que «prácticamente sin excepción, cada bola iba a donde debía ir». Wisden señaló su rápido juego de pies y cómo golpeaba la pelota «por todo el wicket con potencia y precisión», así como su impecable concentración para mantener la pelota en el suelo.

### Héroe reacio

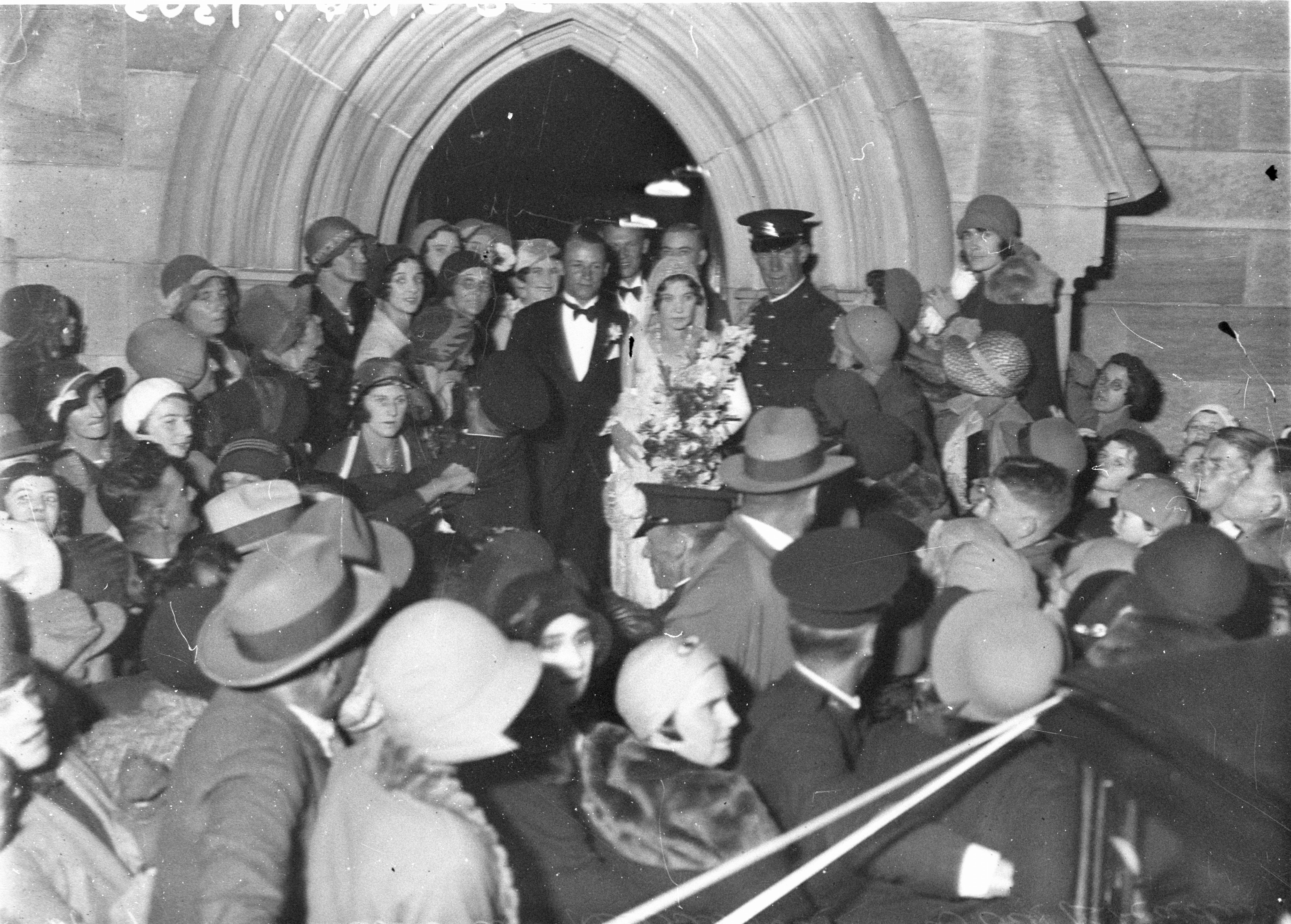
Cientos de espectadores se reúnen mientras los Bradman salen de la iglesia después de su ceremonia de boda en la Iglesia de San Pablo, Burwood, el 30 de abril de 1932.

En 1930-31, contra el primer equipo de cricket de las Indias Occidentales que visitó Australia, la puntuación de Bradman fue más moderada que en Inglaterra, aunque hizo 223 en 297 minutos en la tercera prueba en Brisbane y 152 en 154 minutos en la siguiente prueba en Melbourne. Sin embargo, anotó rápidamente en una secuencia de entradas muy exitosa contra el equipo nacional de cricket de Sudáfrica en el verano australiano de 1931-32. Con la selección de Nueva Gales del Sur contra los turistas, hizo 30, 135 y 219. En los partidos de prueba, anotó 226 (277 minutos), 112 (155 minutos), 2 y 167 (183 minutos); sus 299 no out en la cuarta prueba, en Adelaida, establecieron un nuevo récord de puntuación en una prueba en Australia. Australia ganó nueve de los diez tests jugados en las dos series.

### Salud en declive y roce con la muerte
En su temporada de despedida de NSW, Bradman promedió 132,44, su mejor resultado hasta la fecha. Fue nombrado vicecapitán del equipo de cricket australiano en Inglaterra en 1934. Sin embargo, «no se encontraba bien durante gran parte del verano [inglés], y los informes de los periódicos insinuaban que sufría problemas de corazón». Aunque volvió a empezar con un doble cien en Worcester, su famosa concentración pronto le abandonó. Wisden escribió:
Esa noche, Bradman rechazó una invitación a cenar de Neville Cardus, diciéndole al periodista que quería acostarse temprano porque el equipo lo necesitaba para hacer un doble cien al día siguiente. Cardus señaló que su anterior entrada en el terreno era de 334, y la «ley de los promedios» estaba en contra de otra puntuación semejante. Bradman le dijo a Cardus: "No creo en la ley de los promedios". En el evento, Bradman bateó todo el segundo día y hasta el tercero, estableciendo una asociación entonces récord mundial de 388 con Bill Ponsford. Cuando finalmente fue eliminado por 304 (473 bolas, 43 fours y 2 sixes), Australia tenía una ventaja de 350 carreras, pero la lluvia les impidió forzar la victoria. El esfuerzo de las largas entradas agotó las reservas de energía de Bradman, y no volvió a jugar hasta la quinta prueba en The Oval, el partido que decidiría las aspas.
En las primeras entradas en The Oval, Bradman y Ponsford registraron una asociación aún más masiva, esta vez de 451 carreras. Habían tardado menos de un mes en batir el récord que habían establecido en Headingley; este nuevo récord mundial duraría 57 años. La cuota de Bradman en el stand fue de 244 de 271 bolas, y el total australiano de 701 estableció la victoria por 562 carreras. Por cuarta vez en cinco series, los Ashes cambiaron de manos. Inglaterra no volvería a recuperarlos hasta después de la retirada de Bradman.
Aparentemente restablecido, Bradman marcó dos siglos en los dos últimos partidos de la gira. Sin embargo, cuando regresó a Londres para preparar el viaje de vuelta a casa, experimentó un fuerte dolor abdominal. Un médico tardó más de 24 horas en diagnosticar una apendicitis aguda y un cirujano le operó inmediatamente. Bradman perdió mucha sangre durante las cuatro horas que duró la intervención y se produjo una peritonitis. La penicilina y la sulfonamidas eran todavía tratamientos experimentales en ese momento; la peritonitis solía ser una afección mortal. El 25 de septiembre, el hospital emitió un comunicado en el que se decía que Bradman estaba luchando por su vida y que se necesitaban urgentemente donantes de sangre.
"El efecto del anuncio fue poco menos que espectacular". El hospital no pudo hacer frente al número de donantes y cerró su centralita ante la avalancha de llamadas telefónicas que generó la noticia. Los editores pidieron a los periodistas que prepararan obituarios. Su compañero Bill O'Reilly recibió una llamada del secretario de rey Jorge V pidiendo que se mantuviera informado al Rey de la situación. Jessie Bradman emprendió el viaje de un mes a Londres en cuanto recibió la noticia. En el camino, escuchó el rumor de que su marido había muerto. Una llamada telefónica aclaró la situación y para cuando llegó a Londres, Bradman había comenzado una lenta recuperación. Siguió los consejos médicos para convalecer, tardando varios meses en volver a Australia y perdiéndose la temporada australiana de 1934-35.

### Final de una era
Durante la gira de 1938 por Inglaterra, Bradman jugó el críquet más consistente de su carrera. Necesitaba anotar mucho, ya que Inglaterra contaba con una alineación de bateo reforzada, mientras que el bowling australiano dependía en exceso de O'Reilly. Grimmett fue pasado por alto, pero Jack Fingleton entró en el equipo, por lo que la camarilla de jugadores anti-Bradman se mantuvo. Jugando 26  entradas en la gira, Bradman registró 13 siglos (un nuevo récord australiano) y volvió a hacer 1000 first-class carreras antes de finales de mayo, convirtiéndose en el único jugador en hacerlo dos veces. Al anotar 2.429 carreras, Bradman logró el promedio más alto jamás registrado en una temporada inglesa: 115,66.

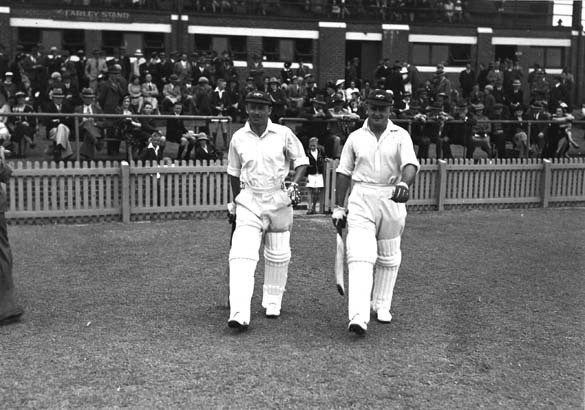
Bradman (a la izquierda, con su vicecapitán Stan McCabe) sale a batear en Perth, durante un partido preliminar a la gira de 1938 por Inglaterra. Bradman anotó 102.

La temporada siguiente, Bradman hizo un intento frustrado de unirse al equipo de cricket de Victoria. El Melbourne Cricket Club anunció el puesto de secretario del club y le hicieron creer que, si se presentaba, conseguiría el trabajo. El puesto, que había ocupado Hugh Trumble hasta su muerte en agosto de 1938, era uno de los más prestigiosos del críquet australiano. El salario anual de 1000 libras esterlinas haría que Bradman se sintiera económicamente seguro, a la vez que le permitía mantener una conexión con el juego. El 18 de enero de 1939, el comité del club, con el voto de calidad del presidente, eligió al antiguo bateador de pruebas Vernon Ransford en lugar de a Bradman.
La temporada 1939-40 fue la más productiva de Bradman con SA: 1.448 carreras con una media de 144,8. Hizo tres dobles cien, incluyendo 251 no out contra NSW, el innings que él mismo calificó como el mejor que había jugado en el Sheffield Shield, ya que domó a Bill O'Reilly en su mejor momento de forma. Sin embargo, fue el final de una era. El estallido de la Segunda Guerra Mundial provocó el aplazamiento indefinido de todas las giras de cricket y la suspensión de la competición Sheffield Shield.

## Resumen estadístico

### Rendimiento de los partidos de prueba

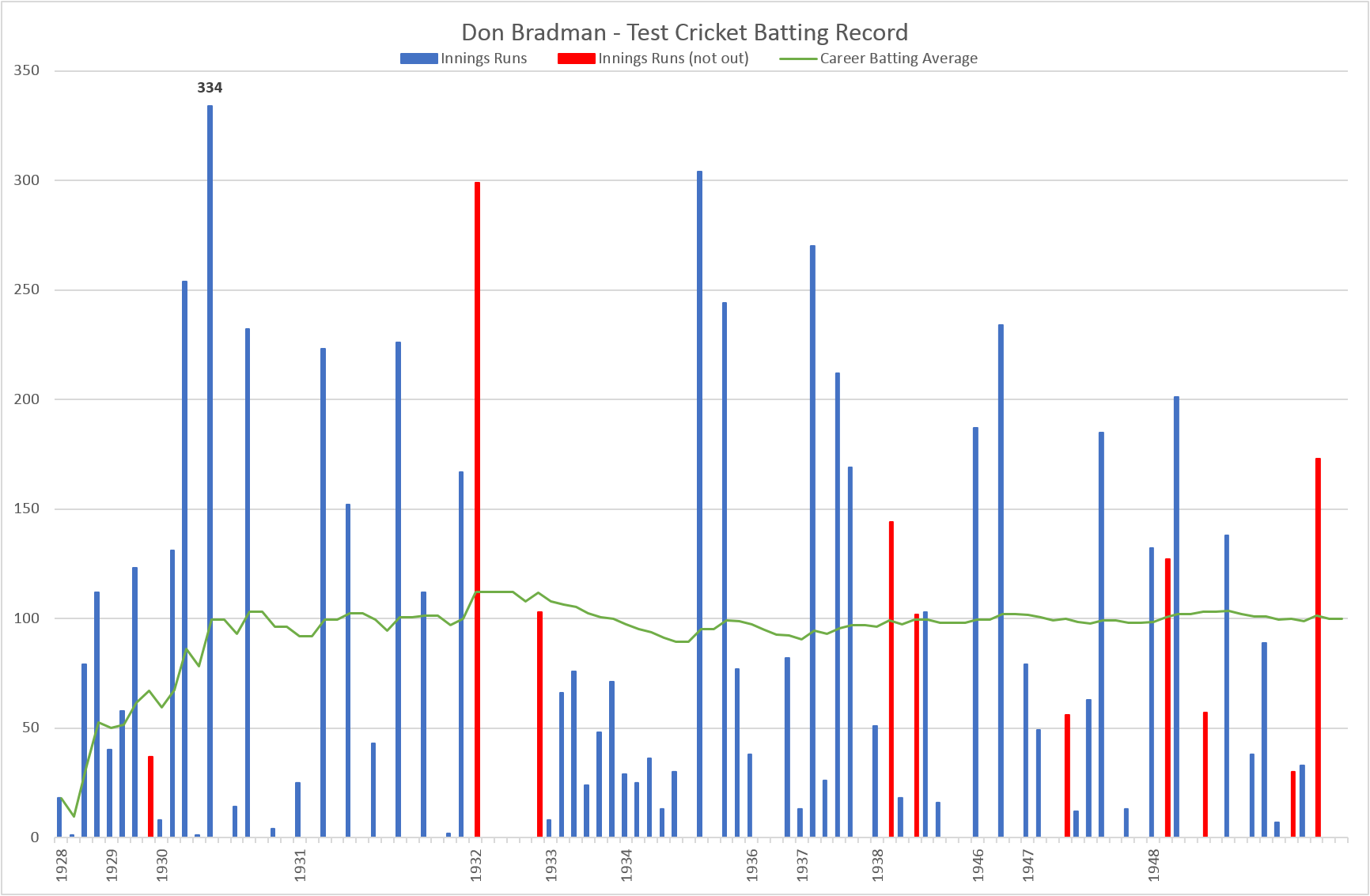
This is the complete graphical representation of the test cricket record of Don Bradman. Individual innings are represented by the blue and red (not out) bars; the green line is his career batting average.

|                       |          | Batting  | Batting    | Batting         | Batting  | Bowling  | Bowling  | Bowling    | Bowling        |
| Contrarios            | Partidos | Carreras | Porcentaje | Puntuación alta | 100 / 50 | Carreras | Entradas | Porcentaje | Mejores (Inns) |
| --------------------- | -------- | -------- | ---------- | --------------- | -------- | -------- | -------- | ---------- | -------------- |
| ENG[cita requerida]   | 37       | 5,028    | 89.78      | 334             | 19/12    | 51       | 1        | 51.00      | 1/23           |
| India[cita requerida] | 5        | 715      | 178.75     | 201             | 4/1      | 4        | 0        | –          | –              |
| RSA[cita requerida]   | 5        | 806      | 201.50     | 299*            | 4/0      | 2        | 0        | –          | –              |
| WIN[cita requerida]   | 5        | 447      | 74.50      | 223             | 2/0      | 15       | 1        | 15.00      | 1/8            |
| Overall               | 52       | 6,996    | 99.94      | 334             | 29/13    | 72       | 2        | 36.00      | 1/8            |

## Después del críquet
Tras su regreso a Australia, Bradman jugó en su propio «partido testimonial» en Melbourne, anotando su 117.º y último cien, y recibiendo 9342 libras esterlinas de recaudación. En los 1949 New Year Honours, fue nombrado Knight Bachelor por sus servicios al juego, convirtiéndose en el único jugador de cricket australiano en ser nombrado caballero. Comentó que «habría preferido seguir siendo sólo Mister». Al año siguiente publicó unas memorias, Farewell to Cricket. Bradman aceptó ofertas del Daily Mail para viajar con los equipos australianos de 1953 y 1956 en Inglaterra y escribir sobre ellos. El arte del cricket, su último libro publicado en 1958, es un manual de instrucciones.

### Años posteriores y muerte
Tras la muerte de su esposa en 1997, Bradman sufrió "un discernible y no inesperado marchitamiento de espíritu". Al año siguiente, en su 90 cumpleaños, organizó una reunión con sus dos jugadores modernos favoritos, Shane Warne y Sachin Tendulkar, pero no se le volvió a ver en su lugar familiar en el óvalo de Adelaida. Hospitalizado por una neumonía en diciembre de 2000, regresó a su casa en Año Nuevo y allí murió el 25 de febrero de 2001, a los 92 años.
El 25 de marzo de 2001 se celebró un servicio conmemorativo de la vida de Bradman en la Catedral de San Pedro de Adelaida. Al servicio asistieron numerosos exjugadores de críquet y actuales, así como el entonces primer ministro de Australia, John Howard, el líder de la oposición Kim Beazley y el ex primer ministro Bob Hawke. Los elogios fueron pronunciados por Richie Benaud y el gobernador general de Australia William Deane. El servicio se retransmitió en directo por «ABC Television» a una audiencia de 1,45 millones de espectadores. Previamente se celebró un servicio privado para familiares y amigos en el Cementerio Centennial Park en el suburbio de Pasadena, en Australia del Sur, con mucha gente alineada tanto en las calles Greenhill como en Goodwood para presentar sus respetos al paso de su caravana fúnebre.